# 2048
Cette page concerne l'année 2048  du calendrier grégorien.   Pour le jeu vidéo, voir 2048 (jeu vidéo).
L'année 2048 est une année bissextile qui commence un mercredi.
C'est la 2048e année de notre ère, la 48e année du IIIe millénaire et du XXIe siècle et la 9e année de la décennie 2040-2049.

## Autres calendriers
L'année 2048 du calendrier grégorien correspond aux dates suivantes :
- Calendrier berbère : 2997 / 2998
- Calendrier hébraïque : 5808 / 5809
- Calendrier indien : 1969 / 1970
- Calendrier musulman : 1469 / 1470
- Calendrier persan : 1426 / 1427

## Événements prévus
- 29 février : pleine lune. Ce sera le premier exemple d'une pleine lune un 29 février, depuis 1972.[réf. nécessaire]
- 14 mai : centenaire de la déclaration d'indépendance de l'État d'Israël.
- 9 septembre : centenaire de la fondation de la Corée du Nord.